# Дитрих Фишер-Дискау
Дитрих Фишер-Дискау (на немски: Dietrich Fischer-Dieskau) е германски певец, лиричен баритон.

## Биография
Роден е на 28 май 1925 година в Берлин в семейство на учители. Започва да се занимава с музика от ранна възраст, но е мобилизиран, служи по време на Втората световна война и в продължение на две години е военнопленник при американците. Започва кариерата си през 1947 година и през следващите десетилетия се утвърждава като водещ изпълнител на класическия песенен жанр лид, но изпълнява също и друга класическа музика, включително участва в опери и оратории.
Дитрих Фишер-Дискау умира на 18 май 2012 година в Берг.